# Lista Grand Prix Formuły 1 wygranych przez Michaela Schumachera

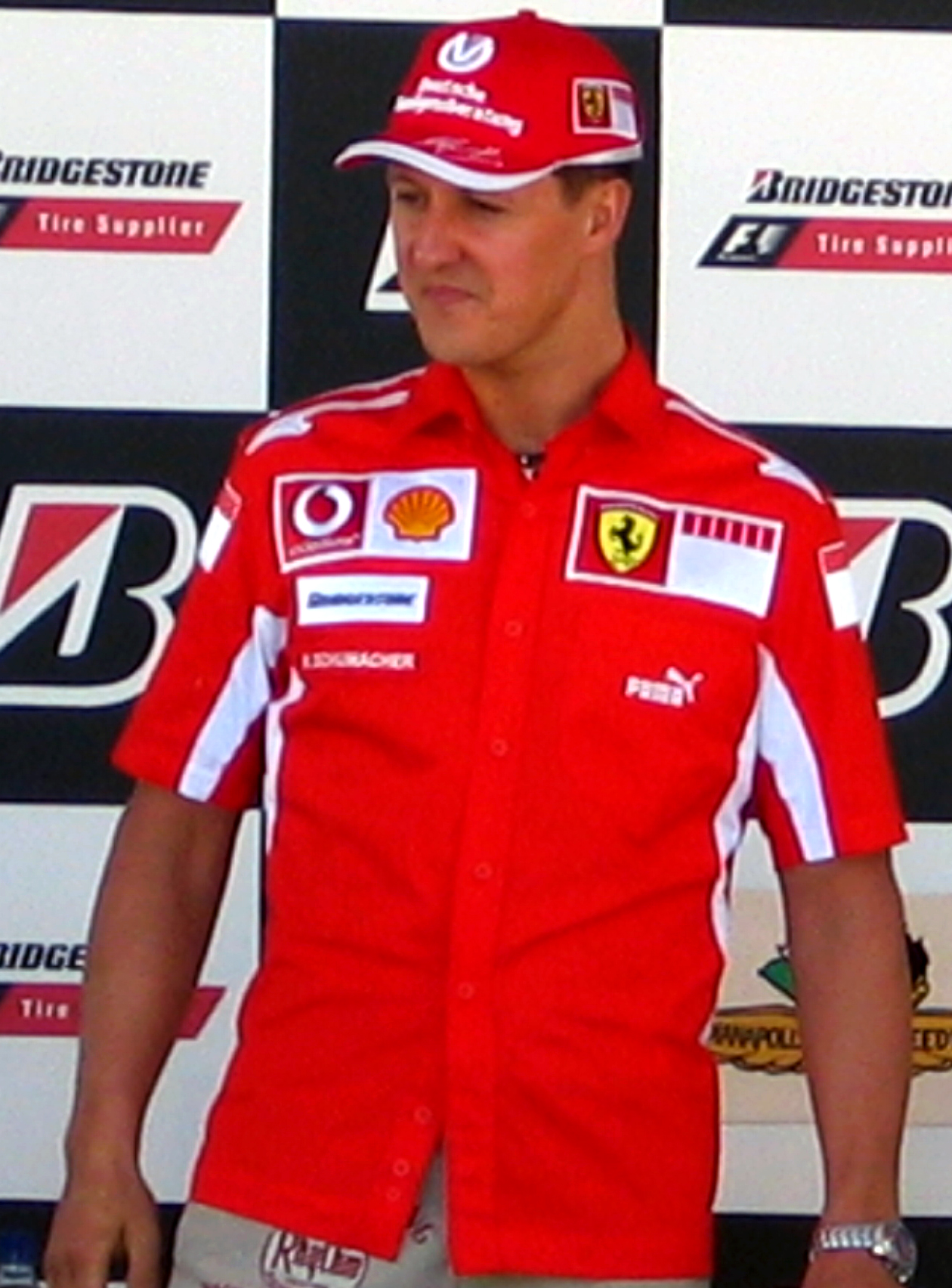
Schumacher w 2005

Michael Schumacher to niemiecki kierowca wyścigowy i siedmiokrotny mistrz świata Formuły 1. Schumacher dołączył do Formuły 1 w trakcie sezonu 1991, kwalifikując się na siódmym miejscu w swoim debiutanckim wyścigu o Grand Prix Belgii. Po tym wyścigu Schumacher podpisał kontrakt z Benettonem na resztę sezonu. Swoje pierwsze zwycięstwo wywalczył w następnym sezonie podczas Grand Prix Belgii. Schumacher zdobył swoje pierwsze mistrzostwo świata Formuły 1 w sezonie 1994, podczas którego wygrał osiem wyścigów. Swoje drugie mistrzostwo zdobył w następnym sezonie, w którym wygrał dziewięć wyścigów.
Schumacher dołączył do zespołu Ferrari w sezonie 1996. Zajął wówczas trzecie miejsce w mistrzostwach wygrywając trzy wyścigi. W sezonie 1997 Schumacher wygrał pięć wyścigów, ale został zdyskwalifikowany z mistrzostw po tym, jak Międzynarodowa Federacja Samochodowa stwierdziła, że celowo zderzył się z Jacques’em Villeneuve’em podczas Grand Prix Europy w Jerez. W następnym sezonie wygrał sześć wyścigów. W sezonie 2000 Schumacher zdobył swoje trzecie mistrzostwo świata i było to pierwsze mistrzostwo dla kierowcy Ferrari od 1979. Następnie w latach 2000–2004 zdobył pięć mistrzostw z rzędu. W sezonie 2001, podczas Grand Prix Belgii, Schumacher wygrał swoje 52. Grand Prix i tym samym pobił rekord Alaina Prosta w ilości wygranych Grand Prix w karierze. W sezonie 2002 w każdym wyścigu stawał na podium oraz wygrał jedenaście wyścigów. Jego ostatnie zwycięstwo w Grand Prix miało miejsce podczas Grand Prix Chin w 2006. Po zakończeniu tamtego sezonu Schumacher zakończył karierę w Formule 1. W 2010 roku powrócił do wyścigów Formuły 1 z zespołem Mercedes, z którym nie wygrał żadnego wyścigu.
Schumacher wziął udział w 308 wyścigach w swojej karierze. Większość zwycięstw odniósł w zespole Ferrari (72). Torem z największą liczbą zwycięstw Schumachera był tor Magny-Cours, na którym wygrał osiem razy w swojej karierze.

## Zwycięstwa
- Nr – numer zwycięstwa, np. „1” oznacza pierwsze zwycięstwo w karierze Schumachera
- Wyścig – wyścig w karierze Schumachera, np. „15” oznacza 15. wyścig w karierze Schumachera
- Poz. st. – pozycja, z której Schumacher rozpoczął wyścig.
- Różnica – różnica czasowa pomiędzy Schumacherem a drugim kierowcą w wyścigu.
- Żółty kolor przy sezonie oznacza mistrzostwo dla Schumachera

| Nr | Wyścig | Data            | Sezon | Grand Prix           | Tor                                          | Poz. st. | Różnica      | Zespół   | Silnik  | Samochód | Źródło |
| -- | ------ | --------------- | ----- | -------------------- | -------------------------------------------- | -------- | ------------ | -------- | ------- | -------- | ------ |
| 1  | 18     | 30 sierpnia     | 1992  | Belgii               | Circuit de Spa-Francorchamps                 | 3        | 0:36,595     | Benetton | Ford    | B192     | [ 2 ]  |
| 2  | 36     | 10 września     | 1993  | Portugalii           | Autódromo do Estoril                         | 6        | 0:00,982     | Benetton | Ford    | B193B    | [ 6 ]  |
| 3  | 39     | 27 marca        | 1994  | Brazylii             | Autódromo José Carlos Pace                   | 2        | +1 okrążenie | Benetton | Ford    | B194     | [ 7 ]  |
| 4  | 40     | 17 kwietnia     | 1994  | Pacyfiku             | TI Circuit Aida                              | 2        | 1:15,300     | Benetton | Ford    | B194     | [ 8 ]  |
| 5  | 41     | 1 maja          | 1994  | San Marino           | Autodromo Enzo e Dino Ferrari                | 2        | 0:54,942     | Benetton | Ford    | B194     | [ 9 ]  |
| 6  | 42     | 15 maja         | 1994  | Monako               | Circuit de Monaco                            | 1        | 0:37,278     | Benetton | Ford    | B194     | [ 10 ] |
| 7  | 44     | 12 czerwca      | 1994  | Kanady               | Circuit Gilles Villeneuve                    | 1        | 0:39,660     | Benetton | Ford    | B194     | [ 11 ] |
| 8  | 45     | 3 lipca         | 1994  | Francji              | Circuit de Nevers Magny-Cours                | 3        | 0:12,642     | Benetton | Ford    | B194     | [ 12 ] |
| 9  | 48     | 14 sierpnia     | 1994  | Węgier               | Hungaroring                                  | 1        | 0:20,827     | Benetton | Ford    | B194     | [ 13 ] |
| 10 | 50     | 16 października | 1994  | Europy               | Circuito de Jerez                            | 1        | 0:24,689     | Benetton | Ford    | B194     | [ 14 ] |
| 11 | 53     | 26 marca        | 1995  | Brazylii             | Autódromo José Carlos Pace                   | 2        | 0:11,060     | Benetton | Renault | B195     | [ 15 ] |
| 12 | 56     | 14 maja         | 1995  | Hiszpanii            | Circuit de Barcelona-Catalunya               | 1        | 0:51,988     | Benetton | Renault | B195     | [ 16 ] |
| 13 | 57     | 28 maja         | 1995  | Monako               | Circuit de Monaco                            | 2        | 0:34,817     | Benetton | Renault | B195     | [ 17 ] |
| 14 | 59     | 3 lipca         | 1995  | Francji              | Circuit de Nevers Magny-Cours                | 2        | 0:31,309     | Benetton | Renault | B195     | [ 18 ] |
| 15 | 61     | 30 lipca        | 1995  | Niemiec              | Hockenheimring                               | 2        | 0:05,988     | Benetton | Renault | B195     | [ 19 ] |
| 16 | 63     | 27 sierpnia     | 1995  | Belgii               | Circuit de Spa-Francorchamps                 | 16       | 0:19,493     | Benetton | Renault | B195     | [ 20 ] |
| 17 | 66     | 1 października  | 1995  | Europy               | Nürburgring                                  | 3        | 0:02,684     | Benetton | Renault | B195     | [ 21 ] |
| 18 | 67     | 22 października | 1995  | Pacyfiku             | TI Circuit Aida                              | 3        | 0:14,920     | Benetton | Renault | B195     | [ 22 ] |
| 19 | 68     | 29 października | 1995  | Japonii              | Suzuka International Racing Course           | 1        | 0:19,337     | Benetton | Renault | B195     | [ 23 ] |
| 20 | 76     | 2 lipca         | 1996  | Hiszpanii            | Circuit de Barcelona-Catalunya               | 3        | 0:45,302     | Ferrari  | Ferrari | F310     | [ 24 ] |
| 21 | 82     | 25 sierpnia     | 1996  | Belgii               | Circuit de Spa-Francorchamps                 | 3        | 0:05,602     | Ferrari  | Ferrari | F310     | [ 25 ] |
| 22 | 83     | 8 września      | 1996  | Włoch                | Autodromo Nazionale di Monza                 | 3        | 0:18,265     | Ferrari  | Ferrari | F310     | [ 26 ] |
| 23 | 90     | 11 maja         | 1997  | Monako               | Circuit de Monaco                            | 2        | 0:53,306     | Ferrari  | Ferrari | F310B    | [ 27 ] |
| 24 | 92     | 15 czerwca      | 1997  | Kanady               | Circuit Gilles Villeneuve                    | 1        | 0:02,565     | Ferrari  | Ferrari | F310B    | [ 28 ] |
| 25 | 93     | 29 czerwca      | 1997  | Francji              | Circuit de Nevers Magny-Cours                | 1        | 0:23,537     | Ferrari  | Ferrari | F310B    | [ 29 ] |
| 26 | 97     | 24 sierpnia     | 1997  | Belgii               | Circuit de Spa-Francorchamps                 | 3        | 0:26,753     | Ferrari  | Ferrari | F310B    | [ 30 ] |
| 27 | 101    | 12 października | 1997  | Japonii              | Suzuka International Racing Course           | 2        | 0:01,378     | Ferrari  | Ferrari | F310B    | [ 31 ] |
| 28 | 105    | 12 kwietnia     | 1998  | Argentyny            | Autódromo Oscar Alfredo Gálvez               | 2        | 0:22,898     | Ferrari  | Ferrari | F300     | [ 32 ] |
| 29 | 109    | 7 czerwca       | 1998  | Kanady               | Circuit Gilles Villeneuve                    | 3        | 0:16,662     | Ferrari  | Ferrari | F300     | [ 33 ] |
| 30 | 110    | 28 czerwca      | 1998  | Francji              | Circuit de Nevers Magny-Cours                | 2        | 0:19,575     | Ferrari  | Ferrari | F300     | [ 34 ] |
| 31 | 111    | 12 lipca        | 1998  | Wielkiej Brytanii    | Silverstone Circuit                          | 2        | 0:22,465     | Ferrari  | Ferrari | F300     | [ 35 ] |
| 32 | 114    | 16 sierpnia     | 1998  | Węgier               | Hungaroring                                  | 3        | 0:09,433     | Ferrari  | Ferrari | F300     | [ 36 ] |
| 33 | 116    | 13 września     | 1998  | Włoch                | Autodromo Nazionale di Monza                 | 1        | 0:37,977     | Ferrari  | Ferrari | F300     | [ 37 ] |
| 34 | 121    | 2 maja          | 1999  | San Marino           | Autodromo Enzo e Dino Ferrari                | 3        | 0:04,265     | Ferrari  | Ferrari | F399     | [ 38 ] |
| 35 | 122    | 16 maja         | 1999  | Monako               | Circuit de Monaco                            | 2        | 0:30,476     | Ferrari  | Ferrari | F399     | [ 39 ] |
| 36 | 129    | 12 marca        | 2000  | Australii            | Albert Park Circuit                          | 3        | 0:11,415     | Ferrari  | Ferrari | F1-2000  | [ 40 ] |
| 37 | 130    | 26 marca        | 2000  | Brazylii             | Autódromo José Carlos Pace                   | 3        | 0:39,898     | Ferrari  | Ferrari | F1-2000  | [ 41 ] |
| 38 | 131    | 9 kwietnia      | 2000  | San Marino           | Autodromo Enzo e Dino Ferrari                | 2        | 0:01,168     | Ferrari  | Ferrari | F1-2000  | [ 42 ] |
| 39 | 134    | 21 maja         | 2000  | Europy               | Nürburgring                                  | 2        | 0:13,822     | Ferrari  | Ferrari | F1-2000  | [ 43 ] |
| 40 | 136    | 18 czerwca      | 2000  | Kanady               | Circuit Gilles Villeneuve                    | 1        | 0:00,174     | Ferrari  | Ferrari | F1-2000  | [ 44 ] |
| 41 | 142    | 10 września     | 2000  | Włoch                | Autodromo Nazionale di Monza                 | 1        | 0:03,810     | Ferrari  | Ferrari | F1-2000  | [ 45 ] |
| 42 | 143    | 24 września     | 2000  | Stanów Zjednoczonych | Indianapolis Motor Speedway                  | 1        | 0:12,118     | Ferrari  | Ferrari | F1-2000  | [ 46 ] |
| 43 | 144    | 8 października  | 2000  | Japonii              | Suzuka International Racing Course           | 1        | 0:01,837     | Ferrari  | Ferrari | F1-2000  | [ 47 ] |
| 44 | 145    | 22 października | 2000  | Malezji              | Sepang International Circuit                 | 1        | 0:00,732     | Ferrari  | Ferrari | F1-2000  | [ 48 ] |
| 45 | 146    | 4 marca         | 2001  | Australii            | Albert Park Circuit                          | 1        | 0:01,717     | Ferrari  | Ferrari | F2001    | [ 49 ] |
| 46 | 147    | 18 marca        | 2001  | Malezji              | Sepang International Circuit                 | 1        | 0:23,660     | Ferrari  | Ferrari | F2001    | [ 50 ] |
| 47 | 150    | 29 kwietnia     | 2001  | Hiszpanii            | Circuit de Barcelona-Catalunya               | 1        | 0:40,738     | Ferrari  | Ferrari | F2001    | [ 51 ] |
| 48 | 152    | 27 maja         | 2001  | Monako               | Circuit de Monaco                            | 2        | 0:00,431     | Ferrari  | Ferrari | F2001    | [ 52 ] |
| 49 | 154    | 24 czerwca      | 2001  | Europy               | Nürburgring                                  | 1        | 0:04,217     | Ferrari  | Ferrari | F2001    | [ 53 ] |
| 50 | 155    | 1 lipca         | 2001  | Francji              | Circuit de Nevers Magny-Cours                | 2        | 0:10,399     | Ferrari  | Ferrari | F2001    | [ 54 ] |
| 51 | 158    | 19 sierpnia     | 2001  | Węgier               | Hungaroring                                  | 1        | 0:03,363     | Ferrari  | Ferrari | F2001    | [ 55 ] |
| 52 | 159    | 2 września      | 2001  | Belgii               | Circuit de Spa-Francorchamps                 | 3        | 0:10,098     | Ferrari  | Ferrari | F2001    | [ 56 ] |
| 53 | 162    | 14 października | 2001  | Japonii              | Suzuka International Racing Course           | 1        | 0:03,154     | Ferrari  | Ferrari | F2001    | [ 57 ] |
| 54 | 163    | 3 marca         | 2002  | Australii            | Albert Park Circuit                          | 2        | 0:18,628     | Ferrari  | Ferrari | F2001    | [ 58 ] |
| 55 | 165    | 31 marca        | 2002  | Brazylii             | Autódromo José Carlos Pace                   | 2        | 0:00,588     | Ferrari  | Ferrari | F2002    | [ 59 ] |
| 56 | 166    | 14 kwietnia     | 2002  | San Marino           | Autodromo Internazionale Enzo e Dino Ferrari | 1        | 0:17,907     | Ferrari  | Ferrari | F2002    | [ 60 ] |
| 57 | 167    | 28 kwietnia     | 2002  | Hiszpanii            | Circuit de Barcelona-Catalunya               | 1        | 0:35,630     | Ferrari  | Ferrari | F2002    | [ 61 ] |
| 58 | 168    | 12 maja         | 2002  | Austrii              | A1-Ring                                      | 3        | 0:00,182     | Ferrari  | Ferrari | F2002    | [ 62 ] |
| 59 | 170    | 9 czerwca       | 2002  | Kanady               | Circuit Gilles Villeneuve                    | 2        | 0:01,132     | Ferrari  | Ferrari | F2002    | [ 63 ] |
| 60 | 172    | 7 lipca         | 2002  | Wielkiej Brytanii    | Silverstone Circuit                          | 3        | 0:14,578     | Ferrari  | Ferrari | F2002    | [ 64 ] |
| 61 | 173    | 21 lipca        | 2002  | Francji              | Circuit de Nevers Magny-Cours                | 2        | 0:01,104     | Ferrari  | Ferrari | F2002    | [ 65 ] |
| 62 | 174    | 28 lipca        | 2002  | Niemiec              | Hockenheimring                               | 1        | 0:10,503     | Ferrari  | Ferrari | F2002    | [ 66 ] |
| 63 | 176    | 1 września      | 2002  | Belgii               | Circuit de Spa-Francorchamps                 | 1        | 0:01,977     | Ferrari  | Ferrari | F2002    | [ 67 ] |
| 64 | 179    | 13 października | 2002  | Japonii              | Suzuka International Racing Course           | 1        | 0:00,506     | Ferrari  | Ferrari | F2002    | [ 68 ] |
| 65 | 183    | 20 kwietnia     | 2003  | San Marino           | Autodromo Internazionale Enzo e Dino Ferrari | 1        | 0:01,882     | Ferrari  | Ferrari | F2002    | [ 69 ] |
| 66 | 184    | 4 maja          | 2003  | Hiszpanii            | Circuit de Barcelona-Catalunya               | 1        | 0:05,716     | Ferrari  | Ferrari | F2003-GA | [ 70 ] |
| 67 | 185    | 18 maja         | 2003  | Austrii              | A1-Ring                                      | 1        | 0:03,362     | Ferrari  | Ferrari | F2003-GA | [ 71 ] |
| 68 | 187    | 15 czerwca      | 2003  | Kanady               | Circuit Gilles Villeneuve                    | 3        | 0:00,784     | Ferrari  | Ferrari | F2003-GA | [ 72 ] |
| 69 | 193    | 13 września     | 2003  | Włoch                | Autodromo Nazionale di Monza                 | 1        | 0:05,294     | Ferrari  | Ferrari | F2003-GA | [ 73 ] |
| 70 | 194    | 28 września     | 2003  | Stanów Zjednoczonych | Indianapolis Motor Speedway                  | 7        | 0:18,258     | Ferrari  | Ferrari | F2003-GA | [ 74 ] |
| 71 | 196    | 7 marca         | 2004  | Australii            | Albert Park Circuit                          | 1        | 0:13,605     | Ferrari  | Ferrari | F2004    | [ 75 ] |
| 72 | 197    | 21 marca        | 2004  | Malezji              | Sepang International Circuit                 | 1        | 0:05,022     | Ferrari  | Ferrari | F2004    | [ 76 ] |
| 73 | 198    | 4 kwietnia      | 2004  | Bahrajnu             | Bahrain International Circuit                | 1        | 0:01,367     | Ferrari  | Ferrari | F2004    | [ 77 ] |
| 74 | 199    | 25 kwietnia     | 2004  | San Marino           | Autodromo Internazionale Enzo e Dino Ferrari | 2        | 0:09,702     | Ferrari  | Ferrari | F2004    | [ 78 ] |
| 75 | 200    | 9 maja          | 2004  | Hiszpanii            | Circuit de Barcelona-Catalunya               | 1        | 0:13,290     | Ferrari  | Ferrari | F2004    | [ 79 ] |
| 76 | 202    | 30 maja         | 2004  | Europy               | Nürburgring                                  | 1        | 0:17,989     | Ferrari  | Ferrari | F2004    | [ 80 ] |
| 77 | 203    | 13 czerwca      | 2004  | Kanady               | Circuit Gilles Villeneuve                    | 6        | 0:05,108     | Ferrari  | Ferrari | F2004    | [ 81 ] |
| 78 | 204    | 20 czerwca      | 2004  | Stanów Zjednoczonych | Indianapolis Motor Speedway                  | 2        | 0:02,950     | Ferrari  | Ferrari | F2004    | [ 82 ] |
| 79 | 205    | 4 lipca         | 2004  | Francji              | Circuit de Nevers Magny-Cours                | 2        | 0:08,329     | Ferrari  | Ferrari | F2004    | [ 83 ] |
| 80 | 206    | 11 lipca        | 2004  | Wielkiej Brytanii    | Silverstone Circuit                          | 4        | 0:02,130     | Ferrari  | Ferrari | F2004    | [ 84 ] |
| 81 | 207    | 25 lipca        | 2004  | Niemiec              | Hockenheimring                               | 1        | 0:08,388     | Ferrari  | Ferrari | F2004    | [ 85 ] |
| 82 | 208    | 15 sierpnia     | 2004  | Węgier               | Hungaroring                                  | 1        | 0:04,696     | Ferrari  | Ferrari | F2004    | [ 86 ] |
| 83 | 212    | 10 października | 2004  | Japonii              | Suzuka International Racing Course           | 1        | 0:14,098     | Ferrari  | Ferrari | F2004    | [ 87 ] |
| 84 | 222    | 19 czerwca      | 2005  | Stanów Zjednoczonych | Indianapolis Motor Speedway                  | 5        | 0:01,522     | Ferrari  | Ferrari | F2005    | [ 88 ] |
| 85 | 236    | 23 kwietnia     | 2006  | San Marino           | Autodromo Enzo e Dino Ferrari                | 1        | 0:02,096     | Ferrari  | Ferrari | 248 F1   | [ 89 ] |
| 86 | 237    | 7 maja          | 2006  | Europy               | Nürburgring                                  | 2        | 0:03,751     | Ferrari  | Ferrari | 248 F1   | [ 90 ] |
| 87 | 242    | 2 lipca         | 2006  | Stanów Zjednoczonych | Indianapolis Motor Speedway                  | 1        | 0:07,984     | Ferrari  | Ferrari | 248 F1   | [ 91 ] |
| 88 | 243    | 16 lipca        | 2006  | Francji              | Circuit de Nevers Magny-Cours                | 1        | 0:10,131     | Ferrari  | Ferrari | 248 F1   | [ 92 ] |
| 89 | 244    | 30 lipca        | 2006  | Niemiec              | Hockenheimring                               | 2        | 0:00,720     | Ferrari  | Ferrari | 248 F1   | [ 93 ] |
| 90 | 247    | 10 września     | 2006  | Włoch                | Autodromo Nazionale di Monza                 | 2        | 0:08,046     | Ferrari  | Ferrari | 248 F1   | [ 94 ] |
| 91 | 248    | 1 października  | 2006  | Chin                 | Shanghai International Circuit               | 6        | 0:03,121     | Ferrari  | Ferrari | 248 F1   | [ 95 ] |

### Zwycięstwa z podziałem na Grand Prix
Schumacher wygrał 22 różne Grand Prix
| Lp. | Grand Prix                      | Sezony                                         | Wygrane |
| --- | ------------------------------- | ---------------------------------------------- | ------- |
| 1   | Grand Prix Francji              | 1994, 1995, 1997, 1998, 2001, 2002, 2004, 2006 | 8       |
| 2   | Grand Prix Kanady               | 1994, 1997, 1998, 2000, 2002, 2003, 2004       | 7       |
| 2   | Grand Prix San Marino           | 1994, 1999, 2000, 2002, 2003, 2004, 2006       | 7       |
| 4   | Grand Prix Belgii               | 1992, 1995, 1996, 1997, 2001, 2002             | 6       |
| 4   | Grand Prix Hiszpanii            | 1995, 1996, 2001, 2002, 2003, 2004             | 6       |
| 4   | Grand Prix Japonii              | 1995, 1997, 2000, 2001, 2002, 2004             | 6       |
| 4   | Grand Prix Europy               | 1994, 1995, 2000, 2001, 2004, 2006             | 6       |
| 8   | Grand Prix Monako               | 1994, 1995, 1997, 1999, 2001                   | 5       |
| 8   | Grand Prix Stanów Zjednoczonych | 2000, 2003, 2004, 2005, 2006                   | 5       |
| 8   | Grand Prix Włoch                | 1996, 1998, 2000, 2003, 2006                   | 5       |
| 11  | Grand Prix Brazylii             | 1994, 1995, 2000, 2002                         | 4       |
| 11  | Grand Prix Australii            | 2000, 2001, 2002, 2004                         | 4       |
| 11  | Grand Prix Węgier               | 1994, 1998, 2001, 2004                         | 4       |
| 11  | Grand Prix Niemiec              | 1995, 2002, 2004, 2006                         | 4       |
| 15  | Grand Prix Malezji              | 2000, 2001, 2004                               | 3       |
| 15  | Grand Prix Wielkiej Brytanii    | 1998, 2002, 2004                               | 3       |
| 17  | Grand Prix Pacyfiku             | 1994, 1995                                     | 2       |
| 17  | Grand Prix Austrii              | 2002, 2003                                     | 2       |
| 19  | Grand Prix Portugalii           | 1993                                           | 1       |
| 19  | Grand Prix Argentyny            | 1998                                           | 1       |
| 19  | Grand Prix Bahrajnu             | 2004                                           | 1       |
| 19  | Grand Prix Chin                 | 2006                                           | 1       |

### Zwycięstwa z podziałem na tory
Schumacher wygrał na 23 różnych torach.
| Lp. | Tor                                | Sezony                                         | Wygrane |
| --- | ---------------------------------- | ---------------------------------------------- | ------- |
| 1   | Circuit de Nevers Magny-Cours      | 1994, 1995, 1997, 1998, 2001, 2002, 2004, 2006 | 8       |
| 2   | Circuit Gilles Villeneuve          | 1994, 1997, 1998, 2000, 2002, 2003, 2004       | 7       |
| 2   | Autodromo Enzo e Dino Ferrari      | 1994, 1999, 2000, 2002, 2003, 2004, 2006       | 7       |
| 4   | Circuit de Spa-Francorchamps       | 1992, 1995, 1996, 1997, 2001, 2002             | 6       |
| 4   | Circuit de Barcelona-Catalunya     | 1995, 1996, 2001, 2002, 2003, 2004             | 6       |
| 4   | Suzuka International Racing Course | 1995, 1997, 2000, 2001, 2002, 2004             | 6       |
| 7   | Circuit de Monaco                  | 1994, 1995, 1997, 1999, 2001                   | 5       |
| 7   | Nürburgring                        | 1995, 2000, 2001, 2004, 2006                   | 5       |
| 7   | Indianapolis Motor Speedway        | 2000, 2003, 2004, 2005, 2006                   | 5       |
| 7   | Autodromo Nazionale di Monza       | 1996, 1998, 2000, 2003, 2006                   | 5       |
| 11  | Autódromo José Carlos Pace         | 1994, 1995, 2000, 2002                         | 4       |
| 11  | Albert Park Circuit                | 2000, 2001, 2002, 2004                         | 4       |
| 11  | Hungaroring                        | 1994, 1998, 2001, 2004                         | 4       |
| 11  | Hockenheimring                     | 1995, 2002, 2004, 2006                         | 4       |
| 15  | Sepang International Circuit       | 2000, 2001, 2004                               | 3       |
| 15  | Silverstone Circuit                | 1998, 2002, 2004                               | 3       |
| 17  | TI Circuit Aida                    | 1994, 1995                                     | 2       |
| 17  | A1-Ring                            | 2002, 2003                                     | 2       |
| 19  | Autódromo do Estoril               | 1993                                           | 1       |
| 19  | Circuito de Jerez                  | 1994                                           | 1       |
| 19  | Autódromo Oscar Alfredo Gálvez     | 1998                                           | 1       |
| 19  | Bahrain International Circuit      | 2004                                           | 1       |
| 19  | Shanghai International Circuit     | 2006                                           | 1       |